# Rifresh
Rifresh (también llamado Refresh) es el segundo álbum de estudio el dúo venezolano Mau & Ricky. Fue lanzado al mercado bajo el sello discográfico Sony Music Latin el 20 de noviembre de 2020.
El álbum se caracteriza por el estilo particular de los hermanos Montaner. Asimismo, sus primeros sencillos fueron parte de las tendencias en redes sociales como Instagram y TikTok. Del álbum, se desprenden algunos sencillos como: «Papás», «La grosera» y «OUCH» entre otros.

## Lista de canciones
| N.º   | Título             | Duración |  |
| 1.    | «Intro»            | 0:26     |  |
| 2.    | «Borrachos»        | 3:23     |  |
| 3.    | «Fresh»            | 2:12     |  |
| 4.    | «La grosera»       | 2:38     |  |
| 5.    | «OUCH»             | 2:17     |  |
| 6.    | «La moto»          | 2:12     |  |
| 7.    | «Dolería»          | 2:57     |  |
| 8.    | «Papás»            | 3:13     |  |
| 9.    | «Alcohol y humo»   | 2:57     |  |
| 10.   | «Darnos un tiempo» | 3:15     |  |
| 11.   | «Dime»             | 2:50     |  |
| 40:52 |                    |          |  |